# Morsa di ghiaccio
Morsa di ghiaccio (Arctic Drift)è un romanzo di Clive Cussler del 2010, ventesimo delle avventure di Dirk Pitt.

## Storia editoriale
Il libro è stato dedicato a Leigh Hunt, uomo morto nel 2007 a cui Cussler si è ispirato per vari personaggi deceduti nei prologhi di 17 romanzi. Nel romanzo l'autore si ritaglia un cameo: durante le ricerche fuori da una miniera il protagonista, Pitt, si imbatte in un uomo alla guida di un camper che gli offre un passaggio. Questo uomo si presenta con il nome di Clive Cussler. Anche la descrizione fisica corrisponde a quella del vero autore del romanzo.
L'opera è stata pubblicata in Italia nel 2010.

## Trama
Il romanzo si apre nel 1848, nell'Oceano Artico; le due navi della spedizione di Sir John Franklin, la Erebus e la Terror, sono intrappolate dai ghiacci dell'Artico. La spedizione, incaricata di scoprire l'esistenza del famigerato Passaggio a nord-ovest, si è ben presto arenata. Ma il particolare disastroso è che più di metà dell'equipaggio della Erebus è inspiegabilmente impazzito. Nel 2011 Dirk Pitt Junior e la sorella Summer, figli di Dirk Pitt Senior, si trovano nell'Oceano Artico impegnati in ricerche per conto della NUMA quando ritrovano un peschereccio che sta andando alla deriva, apparentemente senza equipaggio; riuscendo ad evitare l'impatto della barca conto gli scogli, Dirk si accorge che l'equipaggio è a bordo, ma tutti e tre i membri sono morti, apparentemente asfissiati. Qualcosa di molto strano sta accadendo nella zona, recentemente monopolizzata da Mitchell Goyette, un ricco magnate che si sta facendo una fama da ambientalista, creando impianti per la cattura di Anidride carbonica. Così, in mezzo ad una crisi tra Stati Uniti e Canada costernata da inspiegabili incidenti, Dirk Pitt dovrà vincere, assieme ai suoi figli, all'amico Al Giordino e alla scienziata Lisa Lane, una battaglia per la salvaguardia del Pianeta.

## Edizioni
- Clive Cussler e Dirk Cussler, Morsa di ghiaccio, traduzione di Paola Mirizzi Zoppi, La Gaja scienza, Longanesi, 11 febbraio 2010,  p. 505, ISBN 9788830427518.
- Clive Cussler e Dirk Cussler, Morsa di ghiaccio, traduzione di Paola Mirizzi Zoppi, Best TEA, TEA, 2013,  p. 498, ISBN 9788850232635.
- Clive Cussler e Dirk Cussler, Morsa di ghiaccio, traduzione di Paola Mirizzi Zoppi, Tea più, TEA, 18 aprile 2019,  p. 500, ISBN 9788850253425.